# Erster Deutscher Fantasy Club
Erster Deutscher Fantasy Club (edfc) ist eine Vereinigung von Genreinteressierten, dessen selbsterklärter Zweck es ist, der Fantasy-Literatur und artverwandten künstlerischen Bereichen Verständnis, allgemeine Verbreitung und Anerkennung zu verschaffen, sowie Wissenschaft, Kunst und Kultur in Hinblick auf die Fantasy-Literatur zu fördern.

## Geschichte
Der edfc wurde am 20. Mai 1978 offiziell gegründet, nachdem Vereinspublikationen schon zwölf Jahre lang auf privater Basis herausgegeben worden waren. Die Gruppierung geht zurück auf einen losen Zusammenschluss Literaturbegeisterter, die sich erstmals 1966 in Wien trafen. Erster Vorsitzender des Vorstands ist derzeit (Stand: 2019) R. Gustav Gaisbauer.
Mit etwa 400 Mitgliedern ist der edfc einer der größten literarischen Vereine im deutschsprachigen Raum. Da die Mitglieder über den ganzen deutschsprachigen Raum verstreut sind, gibt es außer den Kongressen keine regelmäßigen Vereinstreffen. Die Vereinsaktivität konzentriere sich, so der Verein, auf die Publikationen, an denen jeder Interessierte zur Mitarbeit eingeladen sei.

## Aktivitäten
Neben zwei Zeitschriften – dem regelmäßig erscheinenden Fantasia, das seit 2009 als E-Book erscheint, und dem von Franz Rottensteiner von 1997 bis 2009 jährlich im edfc herausgebrachten Quarber Merkur – gibt es eine sekundärliterarische Reihe mit Titeln wie Der Traum in der phantastischen Literatur oder Walter Ernsting zum Gedächtnis, aber auch das Strategiespiel Armageddon.
Der edfc veranstaltete sieben Kongresse der Phantasie, auf dem bekannte Publizisten und Fachleute referierten. Der Verein verleiht den von der Stadt Passau dotierten Deutschen Fantasy-Preis. Zu den Preisträgern gehörten unter anderem Carl Amery, Michael Ende, Rainer Erler, Viktor Farkas, Wolfgang Jeschke, Otfried Preußler, Herbert Rosendorfer und Ernst Vlcek.
Der edfc verfolgt ausschließlich und unmittelbar gemeinnützige Zwecke im Sinne des Abschnitts „Steuerbegünstigte Zwecke“ der Abgabenordnung und ist vom Finanzamt Passau wegen Förderung von Kunst und Kultur sowie wissenschaftlicher Zwecke als gemeinnützig anerkannt. Er ist Mitglied in der Arbeitsgemeinschaft literarischer Gesellschaften – gefördert vom Bundesministerium des Innern und von der Kulturstiftung der Länder – und in der Deutschen Gesellschaft für Jugendschutz.

## Vereinspublikation
In dem Magazin für Phantastik – Fantasia – werden neben Erzählungen, Artikeln, Gedichten und Illustrationen vor allem auch Buchbesprechungen veröffentlicht, „mit deren Hilfe versucht werden soll, die Spreu vom Weizen zu trennen“ (Zitat). Eine große Rolle spielen auch die Besprechungen phantastischer Filme.

### Fantasia (Print)
Fantasia ist das Magazin für Phantastische Literatur im edfc, das seit 1978 zunächst dreimal im Jahr erschien. Es enthält Amateur-Kurzgeschichten, Gedichte, Artikel über Fantasy und deren Randgebiete, ferner Diskussionsbeiträge, umfangreiche Buch- und Filmbesprechungen, Hinweise auf Neuerscheinungen auf dem deutschen Fantasymarkt und Illustrationen. Neben den normalen Magazin-Ausgaben erscheinen auch häufig wechselnde Themennummern.
Die Besprechung von Büchern betrachtet der edfc als eine seiner wichtigsten Aufgaben, der er breiten Raum in seinen Publikationen einräumt. Hätte man in den Anfangsjahren des Vereins bei dem damals begrenzten Angebot noch jeden Fantasy-Roman lesen können, so sei der Markt heute immer größer und unüberschaubarer geworden; die wenigen herausragenden Werke gingen in einer Flut mittelmäßiger Romane unter. Hier will der edfc nach eigener Aussage mit seinen Schriften Orientierungshilfen geben.
Bis 2008 erschien Fantasia im Druck, die Nr. 220/221 war die letzte Printausgabe.

### Fantasia (E-Book)
Seit 2009 erscheint Fantasia ausschließlich als E-Book, Erscheinungsturnus ist etwa alle zwei Wochen. Es wird im PDF-Format per E-Mail verschickt, der Bezug ist kostenlos. Die geeignete Software vorausgesetzt, lässt sich Fantasia auf PCs, Tablets und Smartphones lesen. Der edfc verschickt das E-Book per E-Mail an seine Mitglieder, Abonnenten, Mitarbeiter und Autoren; Fantasia wird jedoch nicht zum allgemein zugänglichen Download im Internet angeboten.

## Kongresse der Phantasie
Zwischen 1984 und 2008 veranstaltete der edfc in Passau im Abstand von vier Jahren sieben mehrtägige Kongresse der Phantasie, auf denen bekannte Publizisten und Fachleute referierten. Eine große Podiumsdiskussion rundete jeweils die Veranstaltung ab. Auf dem Kongress verlieh der edfc auch den von der Stadt Passau dotierten Deutschen Fantasy-Preis.
1. Kongress der Phantasie
26. bis 28. Oktober 1984 mit dem Thema „Fantasy – Flucht aus der Wirklichkeit?“, moderiert von Dieter Steinseifer
2. Kongress der Phantasie
11. bis 15. Mai 1988 mit dem Thema „Fantasy – Irrweg der Phantasie?“, moderiert von Dieter Steinseifer
3. Kongress der Phantasie
15. bis 17. Mai 1992 mit dem Thema „Science Fiction und Fantasy – wo bleiben die Leser?“, moderiert von Karlheinz Steinmüller
4. Kongress der Phantasie
21. bis 23. Juni 1996 mit dem Thema „Traditionslinien der deutschen Phantastik“, moderiert von Karlheinz Steinmüller
5. Kongress der Phantasie
22. bis 25. Juni 2000 mit dem Thema „Weltendämmerungen – apokalyptische Visionen in der phantastischen Literatur“, moderiert von Karlheinz Steinmüller
6. Kongress der Phantasie
2. bis 4. Juli 2004 mit dem Thema „Phantastische Filwelten“, moderiert von Karlheinz Steinmüller
7. Kongress der Phantasie
21. bis 25. Mai 2008 mit dem Thema „Die letzten Dinge. Die andere Welt in Literatur, Kunst, Medien und Religion“, moderiert von Karlheinz Steinmüller und Dieter Steinseifer

## Deutscher Fantasy Preis
Der edfc verleiht seit 1979 den Deutschen Fantasy Preis, mit dem er die Verdienste von Persönlichkeiten um die Fantasy-Literatur im deutschsprachigen Raum würdigt. Von 1992 bis 2008 wurde der Preis jedes vierte Jahr – sofern die Verleihung auf dem Kongress der Phantasie stattfand – von der Stadt Passau dotiert.